# Philenora lyelliana
Philenora lyelliana är en fjärilsart som beskrevs av Oswald Beltram Lower 1892. Philenora lyelliana ingår i släktet Philenora och familjen björnspinnare. Inga underarter finns listade i Catalogue of Life.